# 2,5-Dimetoksy-4-chloroamfetamina
2,5-Dimetoksy-4-chloroamfetamina (DOC) – organiczny związek chemiczny z grupy fenyloetyolamin; psychodeliczna substancja psychoaktywna.
DOC po raz pierwszy zostało otrzymane przez Alexandra Shulgina. Zgodnie z PIHKAL dawkowanie 2,5-dimetoksy-4-chloroamfetaminy waha się w przedziale 1,5 do 3 mg. Działanie DOC po zażyciu doustnym utrzymuje się przez około 12–24 h, zależnie od przyjętej dawki. Jest agonistą receptorów serotoninowych. 
W Polsce w 2018 r. została sklasyfikowana w grupie I-P (tj. jako substancja o braku zastosowań medycznych i o dużym potencjale nadużywania, która jest wyłączona z obrotu farmaceutycznego i może być używana jedynie w celu prowadzenia badań naukowych).